# Джон Мазер
Джон Кромвелл Мазер (англ. John Cromwell Mather; нар. 7 серпня 1946, Роанок, Вірджинія) — американський астрофізик і космолог, лауреат Нобелівської премії з фізики за 2006 рік (спільно з Джорджем Смутом) «за відкриття анізотропії і чорнотільної структури енергетичного спектру реліктового випромінювання». Працює в NASA в центрі космічних польотів імені Годдарда.

## Біографія

### Освіта
- 1968 — бакалавр з фізики, Суартморський коледж
- 1974 — доктор з фізики, Каліфорнійський університет в Берклі

### Участь у проєкті COBE

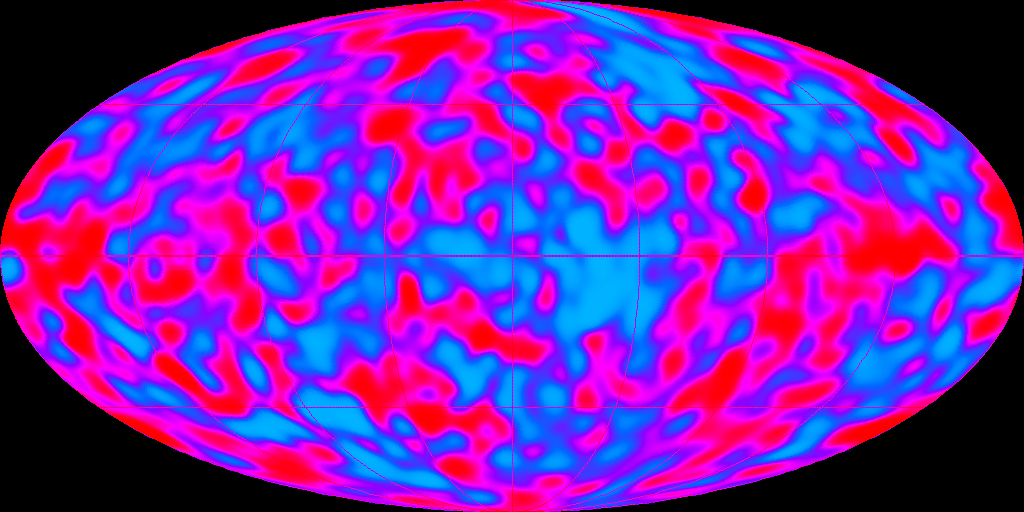
Карта флуктуацій температури реліктового випромінювання виміряна супутником COBE

Проєкт COBE був видатною груповою роботою більш ніж 1000 чоловік. Джон Мазер координував весь проєкт і був відповідальний за експеримент, який виявив, що спектр реліктового випромінювання має форму спектру абсолютно чорного тіла. Джордж Смут був відповідальний за вимірювання малих відхилень температури випромінювання.

## Нагороди
- 1993 — Премія Денні Хайнемана в області астрофізики[1]
- 1996 — премія Румфорда Американської академії мистецтв і наук
- 2006 — Премія Грубера
- 2006 — Нобелівська премія з фізики

## Книга
Книга Джона Мазера «Перший світло: справжня історія наукового подорожі до сходу всесвіту», написана в співавторстві з Джоном Бослоу, була опублікована в 1996 р. і викликала великий резонанс як серед видавців, так і серед зацікавленої публіки.

## Публікації
- Mather, J. C. "Far Infrared Spectrometry of the Cosmic Background Radiation", University of California Berkeley, Lawrence Berkeley National Laboratory, United States Department of Energy (through predecessor agency the Atomic Energy Commission), (Jan. 1974).
- Mather, J. C.; Albrecht, A.; et al. "Report of the Dark Energy Task Force", Fermi National Accelerator Laboratory, United States Department of Energy, (2006).
- Mather, J. C.; Boslough, John. The very first light; 1996, 2008 Basic Books